# إبراهام تيدروس
إبراهام تيدروس (بالإنجليزية: Abraham Tedros)‏ هو لاعب كرة قدم إريتري في مركز الدفاع، ولد في 20 أغسطس 1993 في أسمرة في إريتريا. شارك مع منتخب إريتريا لكرة القدم. أما مع النوادي، فقد لعب مع نادي البحر الأحمر.

## وصلات خارجية
- إبراهام تيدروس على موقع قاعدة بيانات كرة القدم.إي يو (الإنجليزية)
- إبراهام تيدروس على موقع ناشيونال فوتبول تيمز (الإنجليزية)
- إبراهام تيدروس على موقع Soccerway.com (الإنجليزية)